# Allmania
Allmania, monotipski biljni rod iz porodice štirovki. Jedina je vrsta jestiva i ljekovita biljka A. nodiflora raširena u južnoj Kini i tropskoj Aziji.
A. nodiflora je jednogodišnja biljka koja naraste od 10 do 80 cm visine. Voli pješčana tla i sunčane položaje.
Biljka se bere u divljini za lokalnu upotrebu kao hrana i lijek. Često se koristi kao povrće na Šri Lanki, gdje se prodaje na lokalnim tržnicama. Njezini listovi kuhaju se i jedu kao povrće.
- A. nodiflora
- A. nodiflora
- A. nodiflora
- A. nodiflora

## Sinonimi
- Achyranthes mucronata Moq.
- Achyranthes nodiflora (Willd.) Roxb.
- Allmania aspera (Roth) Wight
- Allmania dichotoma (B.Heyne ex Roth) Wight
- Allmania longipedunculata (Trimen) Gamble
- Belutta peduncularis Raf.
- Belutta sessilis Raf.
- Celosia albida Willd.
- Celosia aspera Roth
- Celosia mucronata Moq.
- Celosia nodiflora L.
- Celosia pallida Moq.
- Chamissoa albida Mart.
- Chamissoa angustifolia Buch.-Ham. ex Hook.f.
- Chamissoa aspera Wight
- Chamissoa brownii Steud.
- Chamissoa dichotoma Moq.
- Chamissoa esculenta Moq.
- Chamissoa javanica Hassk.
- Chamissoa nodiflora Mart.
- Chamissoa pyramidalis Moq.